# Romaniotes
Els Romaniotes o Romaniots (en grec:Ρωμανιῶτες, Rōmaniōtes) són una població jueva que han viscut en el territori de l'actual Grècia i zones veïnes amb grans poblacions gregues durant més de 2.000 anys. Les seves llengües eren el dialecte grec Ievànic, i el grec. El seu nom procedeix dels romanoi antics habitants de l'Imperi Romà d'Orient. Grans comunitats es troben en Tebes, Ioannina, Calcis, Corfú, Artà, Corint i en les illes de Lesbos, Quios, Samos, Rodes i Xipre. Els romaniotes són històricament diferents dels sefardites, que es van establir a Grècia otomana després de l'any 1492 quan van ser expulsats d'Espanya pel Decret de l'Alhambra.
Una majoria de la població jueva va ser assassinada a l'Holocaust després que les potències de l'Eix van ocupar Grècia durant la Segona Guerra Mundial. La majoria dels jueus van ser deportats als camps de concentració, on van ser assassinats. Després de la guerra, els supervivents van emigrar a la seva major part a Israel, els Estats Units i Europa Occidental. Avui dia un total de solament 4.500 a 6.000 jueus, tant romaniotes com d'ascendència sefardita, romanen a Grècia.

## Història
La primera referència a un jueu grec es troba en una inscripció datada c. 300-250 aC, trobada a Oropos, una petita ciutat costanera entre Atenes i Beòcia, que es refereix a: «'Mosco', fill de Mosquión el Jueu», que va poder haver estat un esclau. Els Romaniotes són jueus grecs, diferents tant dels asquenazites com dels sefardites. Possiblement han viscut a Grècia, des de l'exili Babiloni. Una tradició oral romaniota diu que els primers jueus van arribar a Ioannina poc després de la destrucció del Segon Temple a Jerusalem l'any 70.
Al segle xii, Benjamí de Tudela registra detalls sobre les comunitats de jueus a Corfú, Artà, Aphilon, Patras, Corint, Tebas, Calcis, Tessalònica i Drama. La comunitat més gran de Grècia es trobava a Tebes, on n'hi havia prop de 2000. Ells es dediquen principalment al tenyit, teixidura i confecció de peces de roba de seda. En aquest moment, se'ls va conèixer com a «romaniotes».
Els romaniotes tenien costums molt diferents de les dels jueus sefardites, i més properes a les dels jueus italians; algunes d'elles es creu que es basaven en el Talmud de Jerusalem en comptes del Talmud de Babilònia. A diferència dels sefardites, no parlaven el judeocastellà, sinó el dialecte grec Ievànic i la llengua grega.
Estudiosos romaniotes van traduir el Tanakh al grec. Una edició poliglota de la Bíblia publicada a Constantinoble el 1547 té el text hebreu en el centre de la pàgina, amb un judeocastellà traduït en un costat i una traducció Ievànic en l'altre.
Onades de jueus sefardites van ser expulsats d'Espanya el 1492, i molts es van establir al govern Otomà-grec. Tenien un major poder econòmic, i es creien més educats i cultivats que els romaniotes, a més a més de parlar una altra llengua el judeocastellà, pel que van formar comunitats separades. Tessalònica tenia una de les més grans de les comunitats jueves en el món –sobretot sefardites– i una sòlida tradició rabínica. A l'illa de Creta, històricament van tenir un paper important al comerç de transport. En els segles que van seguir el 1492 la majoria de les comunitats romaniotes van ser absorbides per les més nombrosos sefardites.
A començaments del segle xx, la comunitat dels romaniotes d'Ioannina comptava aproximadament amb 4.000 persones, en la seva majoria comerciants de classe baixa i artesans. L'emigració econòmica va causar que el seu número disminuís i en vigílies de la Segona Guerra Mundial, n'hi havia aproximadament 1.950 romaniotes a Ioannina. Concentrats prop de l'antiga part fortificada de la ciutat, on la comunitat havia estat vivint durant segles, van mantenir dues sinagogues, una d'elles, la Kehila Kedosha Yashan encara roman avui.
Una forta comunitat de romaniotes va estar present a Corfú fins a finals del segle xix, quan una acusació de libel de sang va obligar la majoria de la comunitat jueva a abandonar l'illa.

## Holocaust

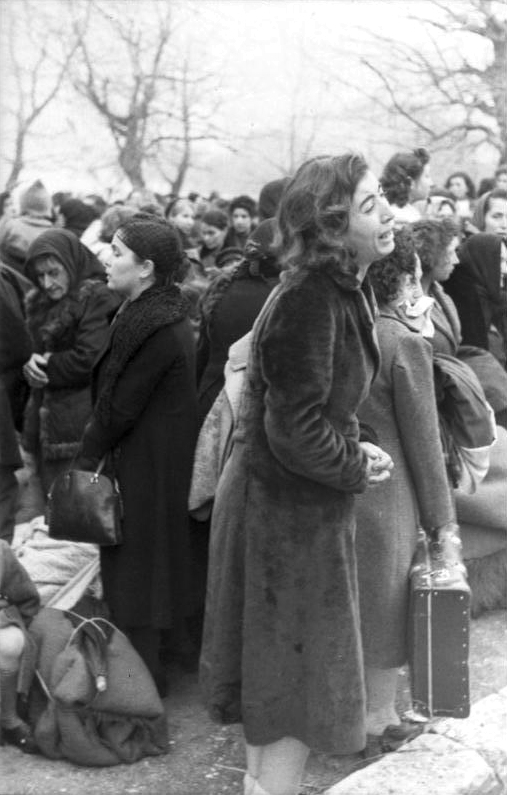
Una dona plora durant la deportació dels jueus d'Ioannina el 25 de març de 1944. L'expulsió va ser executada per l'exèrcit alemany. Quasi totes les persones deportades van ser assassinats poc després de l'11 d'abril de 1944, quan el seu tren va arribar a Auschwitz-Birkenau.

Durant la Segona Guerra Mundial, quan Grècia va ser ocupada per les potències de l'Eix, el 86% dels jueus grecs, especialment els de les zones ocupades per l'Alemanya nazi i Bulgària, van ser assassinats malgrat els esforços de l'Església ortodoxa grega i molts cristians grecs en donar-los refugi. Encara que els alemanys i búlgars van deportar nombroses jueus grecs, molts van ser amagats pels seus veïns grecs. Al voltant de 49.000 jueus van ser deportats de Tessalònica i exterminats.
Els romaniotes van ser protegits pel govern grec fins a l'ocupació nazi. Durant l'ocupació, els romaniotes podien parlar grec millor que els sefardites, ja que la seva llengua era el judeocastellà i quan parlaven en grec tenien un accent característic d'estranger. Els sefardites van ser blancs més vulnerables, i la seva llengua va ser un dels factors que van conduir a més grans pèrdues entre les seves comunitats. A Ioannina 1.860 de 1.950 jueus van ser deportats a Auschwitz i Birkenau, a l'abril de 1944. La majoria d'ells van ser assassinats pels nazis.
La creació de l'Estat d'Israel el 1948, combinada amb la violència i l'anarquia de la guerra civil grega, va ser l'últim episodi en la història dels romaniotes a Grècia. La majoria va emigrar a Israel o els Estats Units.

## Dia d'avui
Avui un petit nombre de romaniotes viuen a Grècia, dels aproximadament 4.500 a 6.000 jueus que viuen a Grècia avui dia, tant de romaniotes com d'altres grups sefardites; es troben principalment a Tessalònica, Ioannina i Atenes. Al voltant de 3.500 persones viuen a Atenes, mentre que altres 1.000 viuen a Tessalònica. La gran majoria de romaniotes viuen a Israel i els Estats Units –sobretot Nova York–. Aquestes comunitats, encara que ells s'identifiquen com romaniotes, ara utilitzen el ritu sefardita: el ritu distintiu dels romaniotes no sobreviu, excepte la forma d'uns certs himnes utilitzats per comunitats com les de Corfu.

### Estats Units
Solament una sinagoga dels romaniotes es troba en funcionament en tot l'Hemisferi occidental: la Kehila Kedosha Janina, al Lower East Side de Manhattan, on és utilitzada per la comunitat emigrant de romaniotes. Es manté una llista de correus de 3.000 famílies d'aquesta comunitat, la majoria d'ells viuen en l'àrea tri-estatal, però sovint tenen dificultats per formar un minyan (un grup de 10 homes) durant el Sàbat i les celebracions jueves. Està oberta per a visites guiades als visitants durant els diumenges.